# Foreste umide delle Seychelles e isole Mascarene
Le foreste umide delle Seychelles e isole Mascarene sono una ecoregione globale che fa parte della lista Global 200 delle ecoregioni prioritarie per la conservazione definita dal WWF.. Appartiene al bioma delle Foreste pluviali di latifoglie tropicali e subtropicali della regione afrotropicale. Interessa una serie di isole dell'Oceano indiano che si trovano a nord e ad est del Madagascar.
Lo stato di conservazione è considerato in pericolo critico.

## Territorio
La regione si estende per circa 2.000 km² occupando le isole Seychelles, le isole Mascarene e l'atollo di Aldabra nelle Seychelles esterne.

### Stati
L'ecoregione interessa gli Stati di Mauritius, Reunion, Seychelles.

### Ecoregioni
La regione delle foreste umide delle Seychelles e isole Mascarene è composta da 3 ecoregioni terrestri:
- AT0113 - Foreste delle Seychelles
- AT0120 - Foreste delle Mascarene
- AT1301 - Macchia xerofila di Aldabra